# L-Aminoácido aromático descarboxilasa
La L-aminoácido aromático descarboxilasa (sinónimos: DOPA descarboxilasa, triptófano descarboxilasa, 5-Hidroxitriptófano descarboxilasa, AAAD) es una enzima liasa.

## Reacciones catalizadas
Cataliza las siguientes reacciones de descarboxilación: 
- De L-DOPA a dopamina - un neurotransmisor

 →  + CO2
- De 5-HTP a serotonina (5-HT) - un neurotransmisor

 →  + CO2
- De triptófano a triptamina – un precursor de muchos alcaloides de plantas y animales.

 →  + CO2
- De histidina a histamina – neurotransmisor y mensajero de la alergia e inflamación.

 →  + CO2
- De tirosina a tiramina – neurotransmisor de invertebrados, análogo de las catecolaminas.

 →  + CO2
- De fenilalanina a feniletilamina - posible neurotransmisor

 →  + CO2

En todas estas reacciones esta enzima utiliza piridoxal fosfato como cofactor.

## Como paso limitante de flujo
En la síntesis normal de los neurotransmisores dopamina y serotonina (5-HT), la AAAD no es la limitante de la velocidad. Sin embargo, la AAAD se convierte en limitante de la síntesis de dopamina en los pacientes tratados con L-DOPA (como en la enfermedad de Parkinson), y en la síntesis de serotonina en las personas tratadas con 5-Hidroxitriptófano (como en la depresión leve o la distimia). La AAAD localizada fuera de la barrera hematoencefálica se inhibe por la Carbidopa con el fin de inhibir la conversión anticipada de L-DOPA en dopamina en el tratamiento de la enfermedad de Parkinson.
La AAAD es la enzima limitante en la formación de aminas traza biogénicas.

## Genética
El gen que codifica la enzima que se conoce como DDC y está ubicado en el cromosoma 7 en los seres humanos. Se han estudiado los polimorfismos y otras variantes génicas en relación con enfermedades mentales, por ejemplo, una eliminación de un par de bases en posición -601 se relaciona con el trastorno bipolar, pero no con el autismo.